# Fran Godnik
Fran Godnik, slovenski tiskar in urednik, * 30. maj 1872, Trst, † 24. november 1920, Trst.
Delal je pri časopisu Edinost in tiskarni, ki je tiskala ta časopis, ter bil od 1. junija njegov odgovorni urednik, 1898 pa je postal prvi poslovodja tiskarne Edinost, ki je bila ustanovljena aprila 1898. Godnik je naveden tudi kot izdajatelj prvega slovenskega ženskega glasila Slovenka in dvomesečnika Slovenska družina, list naj bi izhajal v letih 1900 in 1901, vendar pa ni ohranjena nobena njegova številka. 